# Kwacha zambien
Pour les articles homonymes, voir Kwacha.
Le kwacha zambien est la devise officielle de la Zambie depuis 1966. Il est divisé en cent ngwee. Son code ISO 4217 est ZMW. Il remplace la livre zambienne.
En 2013, le nouveau kwacha zambien est introduit, équivalant à 1 000 anciens kwachas.

## Étymologie
Le mot kwacha vient de la langue nyanja et signifie aube. Il fait allusion au slogan patriotique zambien « Une nouvelle aube de liberté ».
Le mot ngwee signifie lumineux en nyanja.

## Histoire

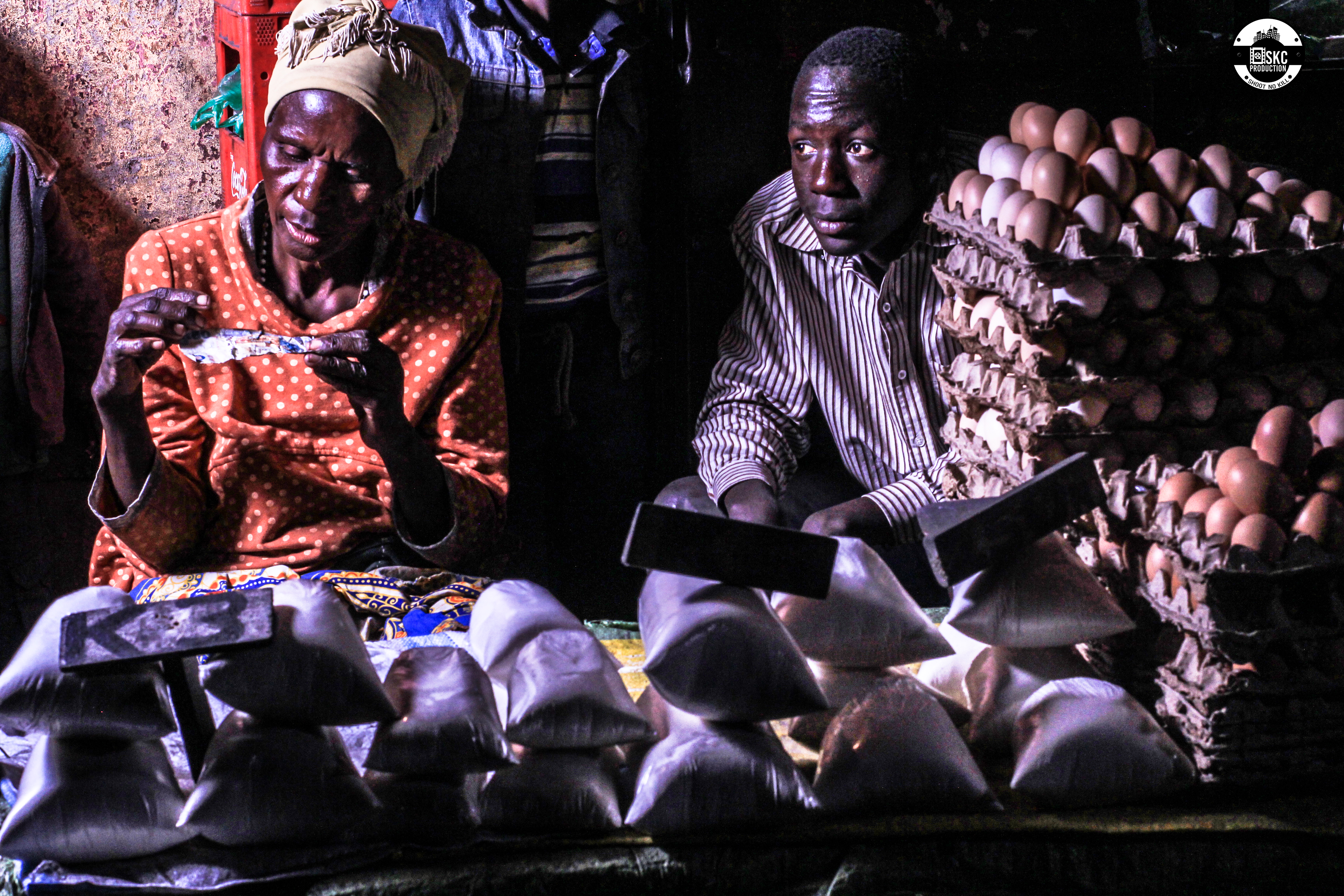
Commerçante vérifiant qu'il ne s'agit pas d'un faux billet.

La monnaie de la Fédération de Rhodésie et du Nyassaland est la livre de Rhodésie et du Nyassaland. Après l’éclatement de la fédération en 1963, le protectorat britannique de Rhodésie du Nord conserve la même monnaie, jusqu’à son indépendance en 1964.
En 1964, la Rhodésie du Nord devient indépendante sous le nom de Zambie et émet sa première monnaie, la livre zambienne. La livre zambienne est divisée en 20 shillings, le shilling zambien est divisé en 12 pence.
En 1966, la Zambie change de monnaie, en particulier afin de passer au système décimal, et émet le kwacha zambien, divisé en 100 ngwee à partir de 1968.
Le kwacha zambien est lié à la livre sterling jusqu'en 1971, puis se libère de tout lien à partir de cette date. Le kwacha zambien connait alors une inflation forte et constante, obligeant à l’émission du billet de 50 000 kwacha en 2003.
En 2013, le nouveau kwacha zambien est introduit, il équivaut à 1 000 kwacha anciens.

## Pièces
En 1968 sont introduites les pièces de 1, 2, 5, 10 et 20 ngwee (1 et 2 ngwee en bronze; 5, 10 et 20 ngwee en alliage  cuivre-nickel). En 1969 est introduite une pièce de 50 ngwee, de forme dodécagonale.
En 1982, les pièces en bronze de 1 et 2 ngwee sont remplacées par des pièces en cuivre-acier, mais leur production cesse en 1983. La production des pièces de 5 et 10 ngwee cesse en 1987, et celle de 20 ngwee en 1988. En 1989 est introduite une pièce de 1 kwacha en nickel-laiton, mais sa production cesse cette même année en raison de la rapidité de l'inflation.
Jusqu’en 1991, toutes les pièces en kwacha zambiens représentent le président Kenneth Kaunda à l'avers et le plus souvent un thème de la faune ou de la flore au revers.
En 1992 est introduite une nouvelle série complète de pièces, plus petites, de 25 et 50 ngwee (acier - nickel) et 1, 5 et 10 kwacha (laiton). Elles portent les armes de la Zambie à l'avers et un animal au revers. La production de toutes ces pièces est interrompue cette même année en raison de l'accélération de l'inflation. De 1992 à 2013, les pièces zambiennes ont toujours cours légalement mais leur valeur est si faible que leur circulation cesse dans les échanges.
Le 1er janvier 2013 sont introduites les pièces du nouveau kwacha.
| Pièces actuellement en circulation (nouveau kwacha) | Pièces actuellement en circulation (nouveau kwacha) | Pièces actuellement en circulation (nouveau kwacha) | Pièces actuellement en circulation (nouveau kwacha) | Pièces actuellement en circulation (nouveau kwacha) | Pièces actuellement en circulation (nouveau kwacha) | Pièces actuellement en circulation (nouveau kwacha) | Pièces actuellement en circulation (nouveau kwacha) | Pièces actuellement en circulation (nouveau kwacha) | Pièces actuellement en circulation (nouveau kwacha) |
| Valeur                                              | Caractéristiques                                    | Caractéristiques                                    | Caractéristiques                                    | Caractéristiques                                    | Description                                         | Description                                         | Description                                         | Description                                         | Mise en circulation                                 |
| Valeur                                              | Diamètre                                            | Épaisseur                                           | Alliage                                             | Tranche                                             |                                                     | Avers                                               |                                                     | Revers                                              | Mise en circulation                                 |
| --------------------------------------------------- | --------------------------------------------------- | --------------------------------------------------- | --------------------------------------------------- | --------------------------------------------------- | --------------------------------------------------- | --------------------------------------------------- | --------------------------------------------------- | --------------------------------------------------- | --------------------------------------------------- |
| 5 ngwee                                             | 19 mm                                               | 1,55 mm                                             | Nickel - acier                                      | Lisse                                               |                                                     | Armes de la Zambie                                  |                                                     | Passereau du Zambèze                                | 1er janvier 2013                                    |
| 10 ngwee                                            | 20 mm                                               | 1,57 mm                                             | Laiton - acier                                      | Lisse                                               |                                                     | Armes de la Zambie                                  |                                                     | Eland                                               | 1er janvier 2013                                    |
| 50 ngwee                                            | 21 mm                                               | 1,60 mm                                             | Laiton - acierl                                     | Canelée                                             |                                                     | Armes de la Zambie                                  |                                                     | Éléphant                                            | 1er janvier 2013                                    |
| 1 kwacha                                            | 24 mm                                               | 1,73 mm                                             | Nickel - acier                                      | Canelée                                             |                                                     | Armes de la Zambie                                  |                                                     | Barbican de Chaplin                                 | 1er janvier 2013                                    |

## Billets
Depuis 1968, la Zambie a émis sept séries de billets pour le kwacha ancien, et une série en nouveau kwacha en 2013. Leur valeur faciale va de 50 ngwee à 50 000 kwachas.
De 1968 à 1991, les billets zambiens représentent tous à l'avers Kenneth Kaunda, président de la République de Zambie jusqu'en novembre 1991. À partir de 1992, ils représentent un aigle pêcheur d'Afrique, symbole national zambien.
En 2013 sont introduits les billets en nouveau kwacha, de 2 à 50 kwachas. Imprimés sur papier par Giesecke & Devrient, les billets zambiens actuels ont tous à l'avers un aigle pêcheur d'Afrique, les armes de la Zambie, et un arbre du pays. Au revers figurent toujours un animal sauvage et un dessin de la Freedom Statue qui se trouve à Lusaka, devant le musée national. Le billet de 100 kwachas, imprimé par Johan Enschedé & Zonen, est introduit en 2015.
| Billets actuellement en circulation (nouveau kwacha) | Billets actuellement en circulation (nouveau kwacha) | Billets actuellement en circulation (nouveau kwacha) | Billets actuellement en circulation (nouveau kwacha) | Billets actuellement en circulation (nouveau kwacha) | Billets actuellement en circulation (nouveau kwacha) |
| Valeur                                               | Avers                                                | Avers                                                | Revers                                               | Revers                                               | Mise en circulation                                  |
| ---------------------------------------------------- | ---------------------------------------------------- | ---------------------------------------------------- | ---------------------------------------------------- | ---------------------------------------------------- | ---------------------------------------------------- |
| 2                                                    |                                                      | Teck                                                 |                                                      | Femmes au marché Antilope cheval                     | 2013                                                 |
| 5                                                    |                                                      | Mopane                                               |                                                      | Plant de manioc et tubercule Lion                    | 2013                                                 |
| 10                                                   |                                                      | Sugar plum                                           |                                                      | La moisson du blé Porc-épic                          | 2013                                                 |
| 20                                                   |                                                      | Mukwa                                                |                                                      | Mineurs de cuivre Cobe de Lechwe                     | 2013                                                 |
| 50                                                   |                                                      | Figuier Sycomore                                     |                                                      | Siège de la banque de Zambie à Lusaka Léopard        | 2013                                                 |
| 100                                                  |                                                      | Baobab                                               |                                                      | Assemblée Nationale zambienne Buffle                 | 2015                                                 |